# Isola dei Cipressi
L'isola dei Cipressi (in brianzolo isula di Cipress) è una piccola isola situata nel lago di Pusiano, in provincia di Como.

## Storia
In passato è stata abitata, fra gli altri, dal viceré d'Italia Eugène de Beauharnais. Ora è di proprietà di una famiglia milanese, i Gavazzi, che tuttora la abitano e provvedono alla sua manutenzione, realizzando anche un sito internet ad essa dedicato. Gerolamo Gavazzi ha una grande passione per gli animali, e ha contribuito al ripopolamento della fauna del lago con aironi, pavoni e cigni.

## Territorio
L'isola dei Cipressi è un isolotto di forma ovale che si trova all'interno del  lago di Pusiano. Deve il suo nome alla presenza di circa 130 cipressi, alcuni dei quali secolari. Essendo una piccola collina naturale, in epoca medievale venne fortificata. All'interno dell'isola, vi è l'unica abitazione, una villa, di proprietà di Gerolamo Gavazzi, il quale, essendo amante degli animali, ha portato sull'isola anche animali provenienti da altri continenti.
L'isola è visitabile, e si può raggiungere con il battello in partenza dal molo di Bosisio Parini e di Pusiano.